# 니시지마 히로유키
니시지마 히로유키(일본어: 西嶋 弘之, 1982년 4월 7일 ~ )는 일본의 전 축구 선수이다.

## 구단 경력
그는 2001년부터 2017년까지 J리그의 산프레체 히로시마, 비셀 고베, 콘사돌레 삿포로, 도쿠시마 보르티스, 요코하마 FC, 기라반츠 기타큐슈에서 활동하였다.